# Arctia pentacha
Arctia pentacha är en fjärilsart som beskrevs av Smith 1957. Arctia pentacha ingår i släktet Arctia och familjen björnspinnare. Inga underarter finns listade i Catalogue of Life.